# 娜奥米·拉塞尔
娜奥米·拉塞尔（英語：Naomi Russell，1990年6月8日—），澳大利亚女子竞技体操运动员。她曾代表澳大利亚参加2006年英联邦运动会体操比赛，获得女子团体全能金牌和女子跳马铜牌。